# Elaeocarpus brigittae
Elaeocarpus brigittae é uma espécie de angiospérmica in the Elaeocarpaceae family.
Apenas pode ser encontrada no seguinte país: Indonésia.